# Моисеенко, Владимир Григорьевич
Владимир Григорьевич Моисеенко (26 июля 1926 — 27 августа 1973) — военный моряк, старшина 2-й статьи, участник советско-японской войны 1945 года, электрик фрегата № 34 бригады сторожевых кораблей Тихоокеанского флота. Герой Советского Союза (1945).

## Биография
Родился 26 июля 1926 года в городе Ленинграде (с 1965 года — город-герой, с 1991 года — Санкт-Петербург). Образование неполное среднее.
В Военно-Морском Флоте с 1942 года. Окончил школу юнг на Соловецких островах. Участник советско-японской войны 1945 года.
Электрик фрегата № 34 (бригада сторожевых кораблей, Тихоокеанский флот) комсомолец краснофлотец Владимир Моисеенко в боях за город Сейсин (Чхонджин, Северная Корея), в период с 13 по 16 августа 1945 года, действуя в составе корабельного десанта, гранатами подорвал шесть дзотов и два блиндажа, уничтожил несколько вражеских солдат и офицеров.
Краснофлотец Моисеенко В. Г. первым ворвался в окопы на сопке и подавил гранатами пулемёт, мешавший продвижению советских моряков-десантников.
Указом Президиума Верховного Совета СССР от 14 сентября 1945 года за образцовое выполнение боевых заданий командования на фронте борьбы с японскими милитаристами и проявленные при этом мужество и героизм краснофлотцу Моисеенко Владимиру Григорьевичу присвоено звание Героя Советского Союза с вручением ордена Ленина и медали «Золотая Звезда» (№ 7163).
После войны моряк продолжал службу на Тихоокеанском флоте, в 7-м отдельном дивизионе тральщиков, который много лет базировался в заливе Советская Гавань в бухте Северной. Делегат XI съезда ВЛКСМ (1949).
С 1950 года старшина 2-й статьи Моисеенко В. Г. — в запасе. Жил и работал в городе-герое Ленинграде.
Скончался 27 августа 1973 года. Похоронен на Северном кладбище Санкт-Петербурга. Могила утеряна, в память о герое установлен кенотаф на кладбище.

## Награды
- Медаль «Золотая Звезда» Героя Советского Союза.
- Орден Ленина.
- Медали.